# Aram Arami
Aram Arami (Berlin, 1992. május 3. –) kurd származású német színész.

## Élete
Aram Arami Észak-Irakban született (Kurdisztán Autonóm Régió). A kurd államügyész fiaként ő és családja kénytelen volt 1996-ban menekülni Irakból politikai üldözés miatt. A család egy évig élt egy menedékházban Berlin-Neuköllnben. 2012-ben Arami a Mildred-Harnack-iskolában végzett. Már fiatalon Arami rendszeresen magánjellegű órákat tartott szabadidejében.A filmkészítők és az ügynökök először 2006-ban fedezték fel Aramot, amikor az "Onur" szerepe volt a "Vögel ohne Beine" projektben. Ezt követik a filmprojektek különböző szerepei, például Feo Aldag, Marc Andreas Borchert, Lars Gunnar Lotz, Hannu Salonen, Burhan Qurbani, Peter Gersina és Bora Dagtekin.2013-ban Arami Bora Dagtekin "Fák jú tanár úr" - című filmjében szerepelt a "Burak" címmel. 2014-től 2015-ig Arami a "Jamil" szerepét játszotta az RTL sorozatú vígjátékban. 2015-ben és 2017-ben részt vett a  Fák jú tanár úr nyomon követési filmekben.

## Filmográfia
| Év        | Cím                         | Magyar cím           | Szerep           | Magyar hangja |                                      |
| --------- | --------------------------- | -------------------- | ---------------- | ------------- | ------------------------------------ |
| 2011      | Die Stein                   |                      | Timo Kraft       |               | 13 epizód                            |
| 2013      | Fack ju Göhte               | Fák jú, Tanár úr!    | Burak            | Gacsal Ádám   |                                      |
| 2013      | Der Nachtmahr               |                      | Rashid           |               |                                      |
| 2015–2016 | Der Lehrer                  |                      | Jamil Abu-Khalil |               | 12 epizód                            |
| 2015      | Fack ju Göhte 2             | Fák jú, Tanár úr! 2. | Burak            | Gacsal Ádám   |                                      |
| 2017      | Zaun an Zaun                |                      | Can Ataman       |               |                                      |
| 2017      | Fack ju Göhte 3             | Fák jú, Tanár úr! 3. | Burak            | Gacsal Ádám   |                                      |
| 2019      | Nur eine Frau               |                      | Tarik Sürücü     |               |                                      |
| 2019      | Servus, Schwiegersohn!      |                      | Osman Göker      |               |                                      |
| 2020–2022 | Die Drei von der Müllabfuhr |                      | Tarik Büyüktürk  |               | 6 epizód                             |
| 2021      | Servus, Schwiegermutter!    |                      | Osman Göker      |               |                                      |
| 2022      | Zitterinchen                |                      | Philip herceg    |               | film Ludwig Bechstein meséje alapján |
| 2022      | Extraklasse – On Tour       |                      | Keywan           |               |                                      |
| 2020      | Caveman                     |                      | Hans pincér      |               |                                      |

## Fordítás
- Ez a szócikk részben vagy egészben  az   Aram Arami című német Wikipédia-szócikk fordításán alapul.  Az eredeti cikk szerkesztőit annak laptörténete sorolja fel. Ez a jelzés csupán a megfogalmazás eredetét és a szerzői jogokat jelzi, nem szolgál a cikkben szereplő információk forrásmegjelöléseként.